# Communauté de communes Airvaudais-Val du Thouet
Die Communauté de communes Airvaudais-Val du Thouet ist ein französischer Gemeindeverband mit der Rechtsform einer Communauté de communes im Département Deux-Sèvres in der Region Nouvelle-Aquitaine. Sie wurde am 1. Januar 2014 gegründet und umfasst aktuell neun Gemeinden. Der Verwaltungssitz befindet sich in der Gemeinde Airvault.

## Historische Entwicklung
Mit Wirkung vom 1. Januar 2019 gingen die ehemaligen Gemeinden Airvault und Tessonnière in die Commune nouvelle Airvault auf. Dadurch verringerte sich die Anzahl der Mitgliedsgemeinden auf neun.

## Mitgliedsgemeinden
| Gemeinde                                        | Einwohner 1. Januar 2022 | Fläche km² | Dichte Einw./km² | Code INSEE | Postleitzahl |
| ----------------------------------------------- | ------------------------ | ---------- | ---------------- | ---------- | ------------ |
| Airvault                                        | 3.295                    | 63,88      | 52               | 79005      | 79600        |
| Assais-les-Jumeaux                              | 766                      | 52,26      | 15               | 79016      | 79600        |
| Availles-Thouarsais                             | 184                      | 10,85      | 17               | 79022      | 79600        |
| Boussais                                        | 448                      | 19,72      | 23               | 79047      | 79600        |
| Irais                                           | 209                      | 13,50      | 15               | 79141      | 79600        |
| Le Chillou                                      | 164                      | 5,12       | 32               | 79089      | 79600        |
| Louin                                           | 679                      | 20,56      | 33               | 79156      | 79600        |
| Maisontiers                                     | 130                      | 18,29      | 7                | 79165      | 79600        |
| Saint-Loup-Lamairé                              | 1.038                    | 21,80      | 48               | 79268      | 79600        |
| Communauté de communes Airvaudais-Val du Thouet | 6.913                    | 225,98     | 31               | –          | –            |